# Псковська область
Пско́вська о́бласть (рос. Пско́вская о́бласть) — суб'єкт Російської Федерації, входить до складу Північно-Західного федерального округу.
Адміністративний центр — місто Псков.
Межує з трьома державами: з Естонією, Латвією і Білоруссю. Крім того, межує з Ленінградською, Новгородською, Тверською і Смоленською областями.
Утворена 23 серпня 1944 року, а 2 жовтня 1957 року до її складу увійшла Великолуцька область РРФСР.

## Географія
У Псковській області понад 3 тисячі озер, зокрема третє за величиною в Європі — Чудсько-Псковське озеро. Особливістю області також є делікатесна риба снеток, яка водиться лише в Псковській області.
Територію Псковської області перетинають федеральні автомагістралі М9 і М20.

### Рельєф
Псковська область розташована на північному заході Східно-Європейської (Руської) рівнини. Рельєф переважно низовинно-горбистий (середня висота — 110 м над рівнем моря) з трьома явно виокремлюючимися височинами: Лузька височина на півночі області з максимальною висотою 204 м (гора Кочебуж), Судомська височина в середній частині з найвищою точкою 293 м (гора Судома) і Бежаницька височина на півдні з максимальною висотою — 339 м (гора Лобно).
На заході в Печорському районі знаходяться східні схили височини Хаанья (заходить з території Естонії та Латвії) геологічно виражена Локновським валом, а на південному сході — західні схили Валдайської височини на межі з Тверською областю. На півдні на кордоні з Білоруссю розташовані північні ділянки Невельсько-Городоцької височини. Між нею і Бежаницькою розташована Вязевська височина з висотністю до 264 м.
Мінімальна висота області — уріз Псковсько-Чудського озера — становить 30 м. У західній частині регіону розташована Псковська низовина, по якій тече річка Велика, а на сході — Приільменська низовина, по якій тече друга головна водна артерія області — річка Ловать. На півночі між Лузькою і Судомською височинами розташована Хиловська низина, а в середній частині області (між Судомською і Бежаницькою височинами) — Соротська низина. На крайній півночі розташована Плюссько-Лузька низовина.

## Історія
- Псковське князівство 11 — 16 століття
- Псковська губернія 18 — 20 століття

## Населення
Населення області — 620,2 тис. осіб (2021). Щільність населення: 11,2 осіб/км², питома вага міського населення: 71,54 %.

### Національний склад
| Народ                                         | Чисельність, 2010, тис. () |
| --------------------------------------------- | -------------------------- |
| Росіяни                                       | 616,4 (95,1 %)             |
| Українці                                      | 8,6 (1,33 %)               |
| Білоруси                                      | 6,77 (1,04 %)              |
| Цигани                                        | 3,22 (0,5 %)               |
| Вірмени                                       | 2,37 (0,37 %)              |
| Татари                                        | 1,2 (0,2 %)                |
| Азербайджанці                                 | 1,2 (0,2 %)                |
| показані народи з чисельністю понад 1000 осіб |                            |

## Виконавча влада
- Туманов Владислав Миколайович (1992—1996)
- Михайлов Євген Едуардович (1996—2004)
- Кузнецов Михайло Варфоломійович (2004—по теперішній час)

5 грудня 2004 року на губернаторських виборах колишній депутат Держдуми Михайло Кузнецов здобув перемогу над діючим головою області Євгеном Михайловим, якого підтримувала «Єдина Росія».
Михайло Кузнєцов народився в 1968 році. Закінчив фізичний факультет МДУ. Служив у Тульській дивізії ВДВ. В 1995 році обрався депутатом Держдуми за списком ЛДПР, в 1999 році виграв вибори в Держдуму по Псковському одномандатному округу. У 2001 році став головою ради директорів ТОВ «Псковський мелькомбінат».
Майстер спорту міжнародного класу з парашутного спорту, капітан псковської парашутної команди «Небесні барси», що представляє МНС.

## Адміністративний поділ

### Міські округи
| Назва міста | Населення (2002) |
| Псков       | 202 780          |
| Великі Луки | 104 979          |

### Муніципальні райони
| Назва району              | Населення (2002) | Районний центр      | Населення райцентру (2002) |
| Бежаницький район         | 17 547           | смт Бєжаниці        | 4 846                      |
| Великолуцький район       | 24 035           | м. Великі Луки      |                            |
| Гдовський район           | 17 715           | м. Гдов             | 5 171                      |
| Дедовицький район         | 17 881           | смт Дєдовичі        | 9 881                      |
| Дновський район           | 16 048           | м. Дно              | 10 049                     |
| Красногородський район    | 9 800            | смт Красногородськ  | 4 694                      |
| Куньїнський район         | 12 928           | смт Кунья           | 3 527                      |
| Локнянський район         | 13 268           | смт Локня           | 4 898                      |
| Невельський район         | 31 419           | м. Невель           | 18 545                     |
| Новоржевський район       | 12 217           | м. Новоржев         | 4 125                      |
| Новосокольницький район   | 19 389           | м. Новосокольники   | 9 757                      |
| Опочецький район          | 23 973           | м. Опочка           | 13 964                     |
| Островський район         | 36 685           | м. Остров           | 25 078                     |
| Палкінський район         | 10 520           | смт Палкино         | 3 201                      |
| Печорський район          | 25 300           | м. Печори           | 13 056                     |
| Плюсський район           | 11 610           | смт Плюса           | 3 856                      |
| Порховський район         | 28 470           | м. Порхов           | 12 263                     |
| Псковський район          | 37 216           | м. Псков            |                            |
| Пустошкинський район      | 12 071           | м. Пустошка         | 5 509                      |
| Пушкіногорський район     | 11 694           | смт Пушкінські гори | 6 089                      |
| Питаловський район        | 14 853           | м. Питалово         | 6 806                      |
| Себезький район           | 25 473           | м. Себеж            | 7 138                      |
| Струго-Красненський район | 16 579           | смт Струги Красні   | 8 762                      |
| Усвятський район          | 6 360            | смт Усвяти          | 3 148                      |

## Галерея

### Пушкінські гори
Тут, у Святогірському монастирі, згідно з заповітом, поховано Олександра Пушкіна. Поблизу монастиря знаходився маєток Пушкіних Михайлівське, в сусідньому селі Тригірському жила муза Пушкіна Ганна Вульф.

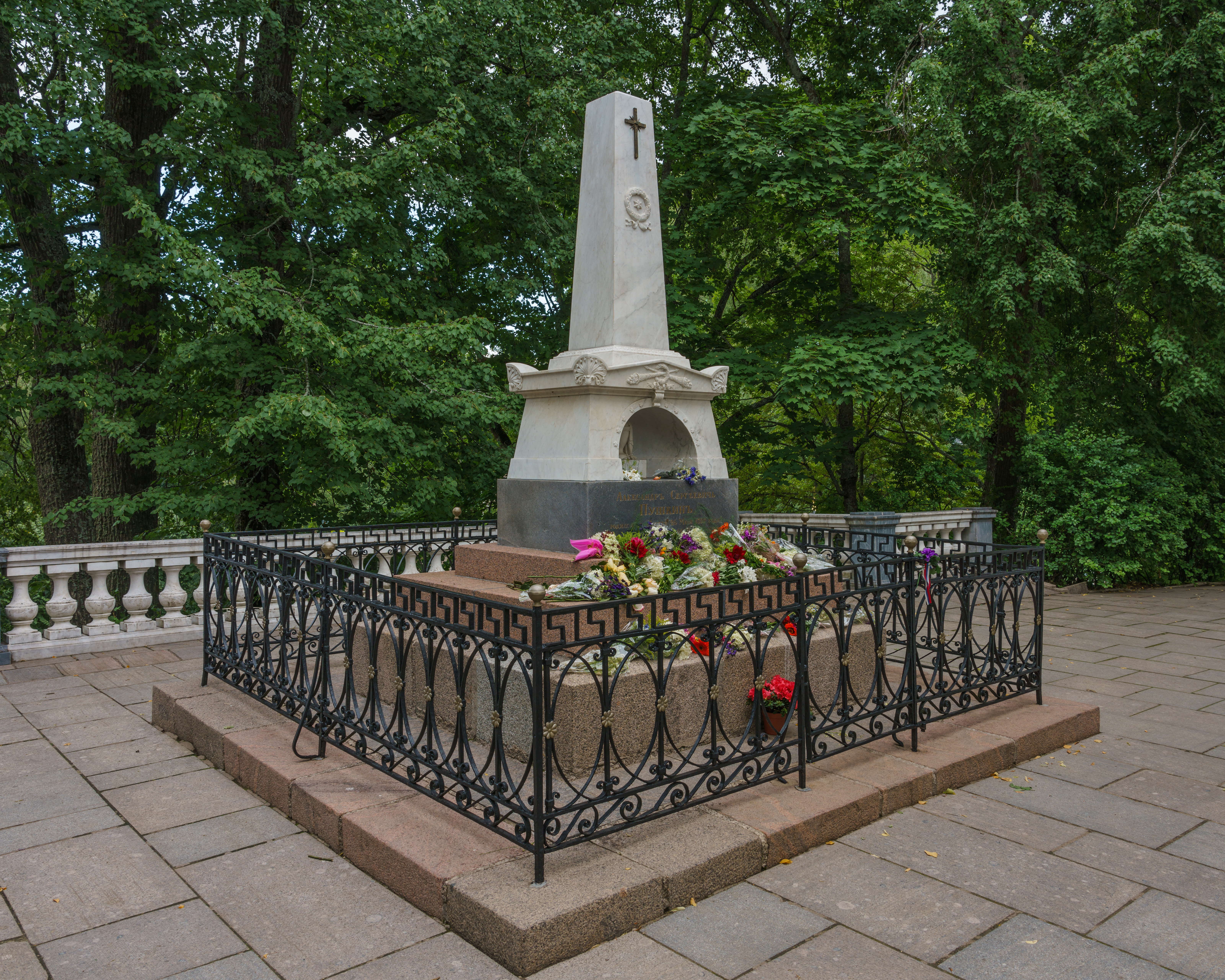
Могила О. Пушкіна в Святогірському монастирі.
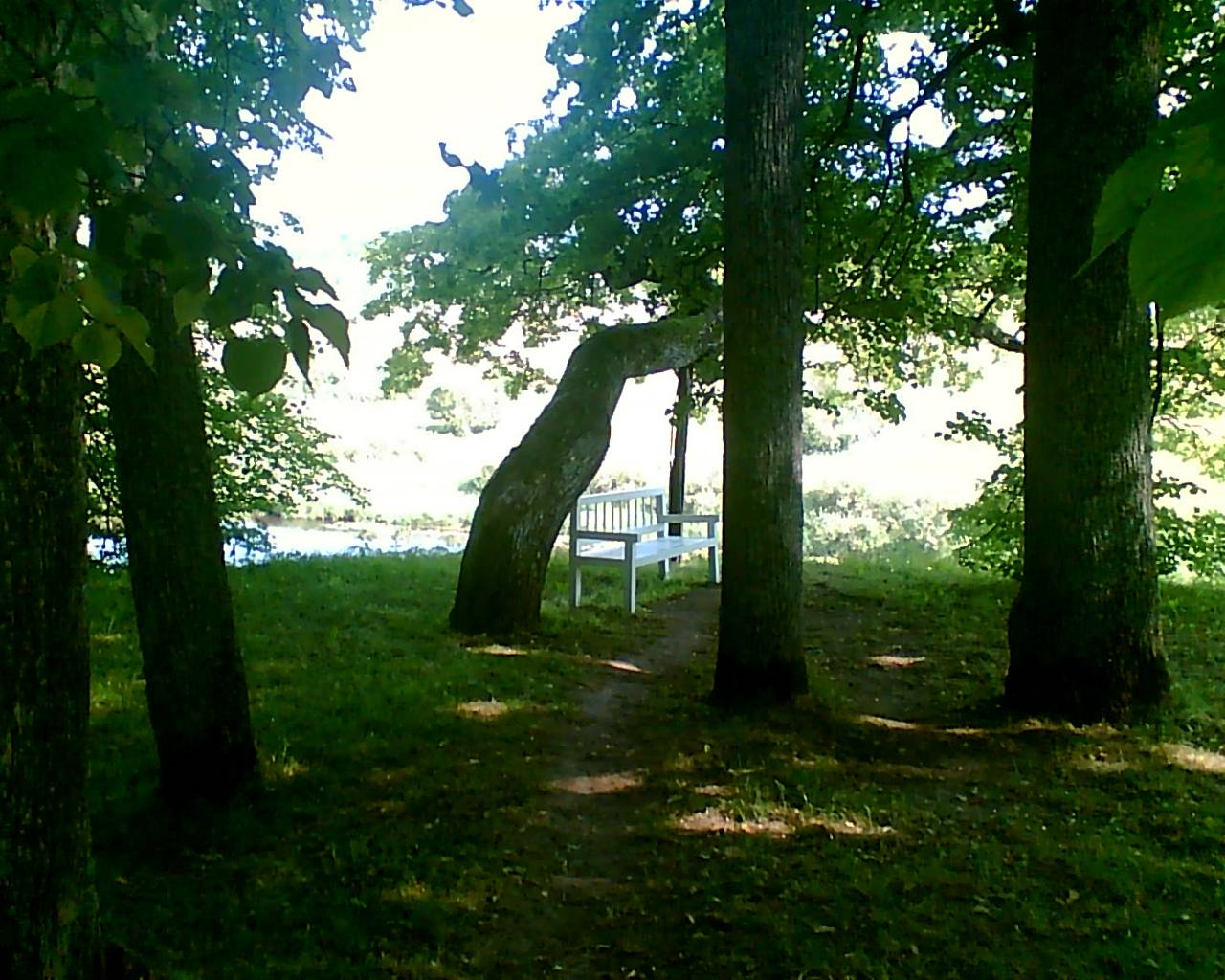
«Онегінська лава» у Тригірському.
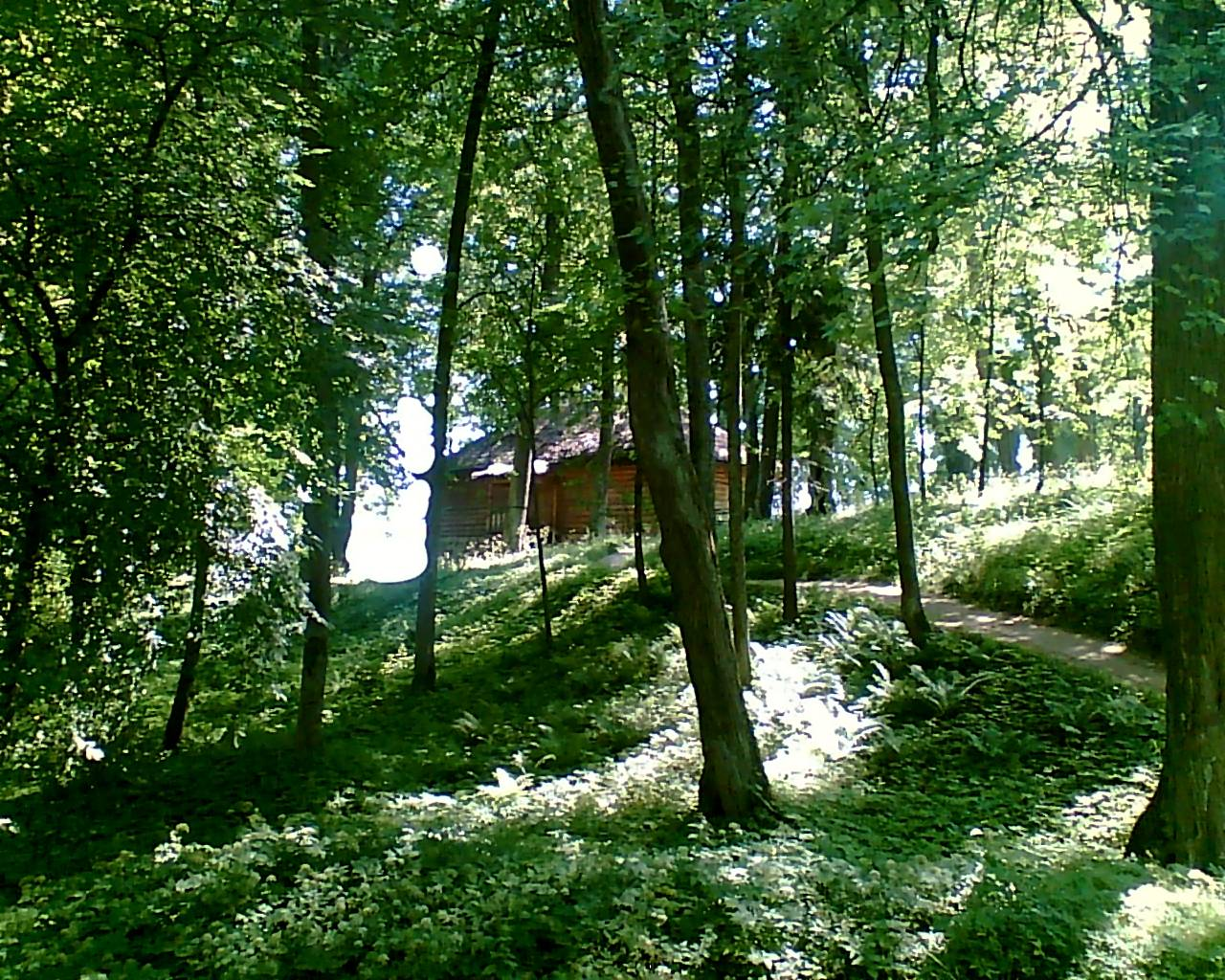
Банька у Тригірському парку.
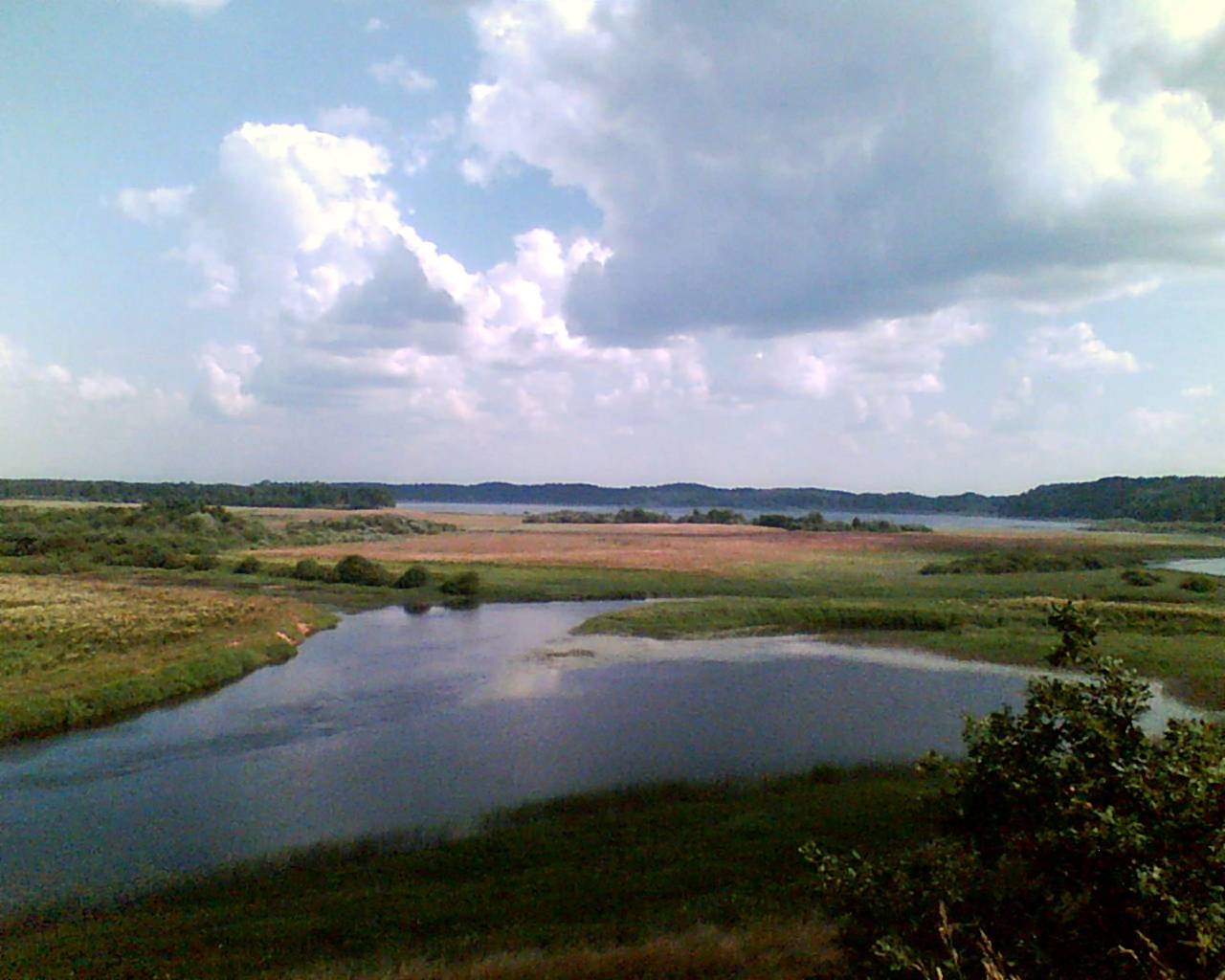
Річка Сороть.

### Старий Ізборськ
Згідно з літописом, першим князем Ізборська був Трувор, брат новгородського Рюрика. На місцевому кладовищі, серед могил сучасних мешканців Ізборська знаходиться і поховання Трувора, так званий «Труворів хрест».

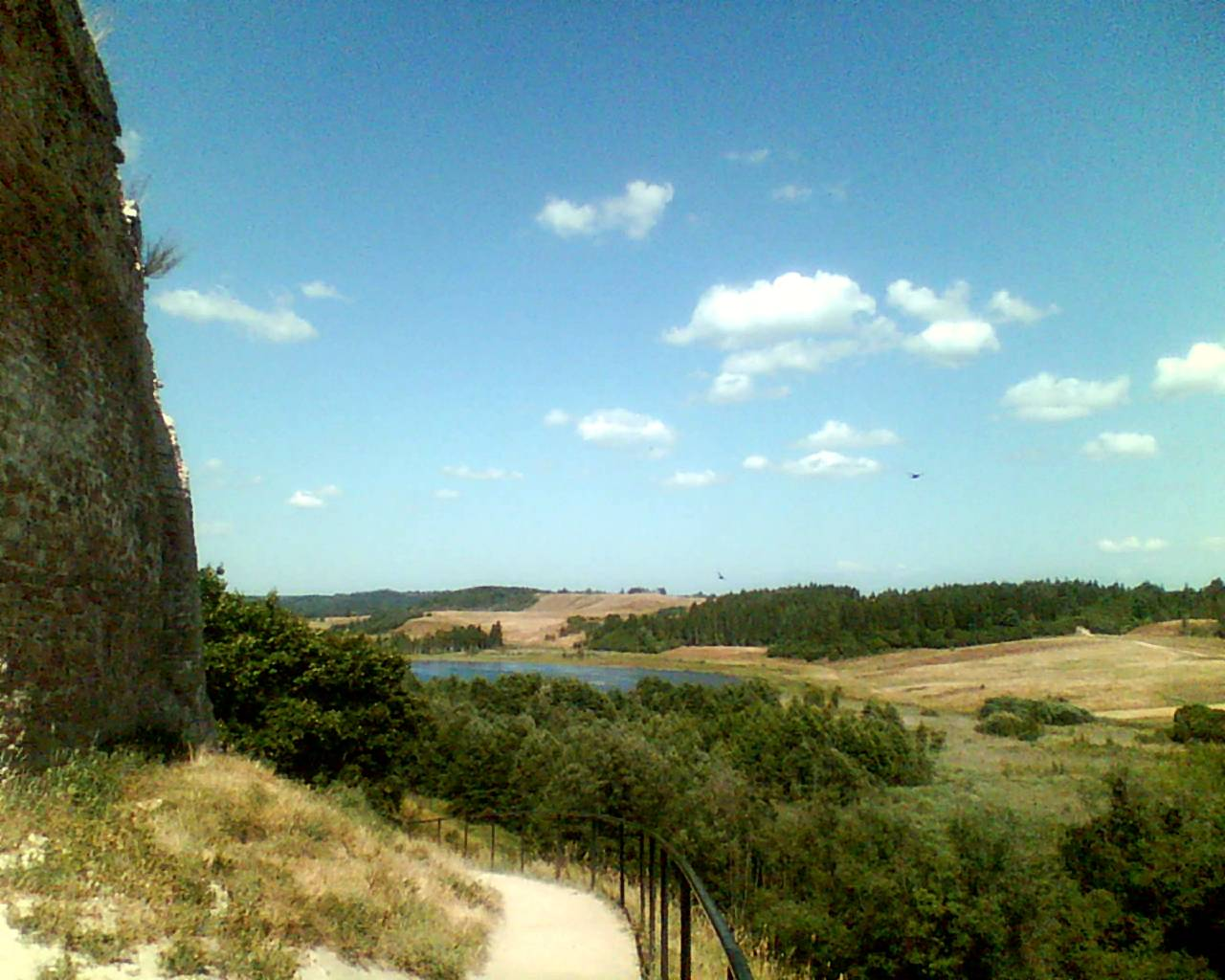
Мури давнього Ізборська.
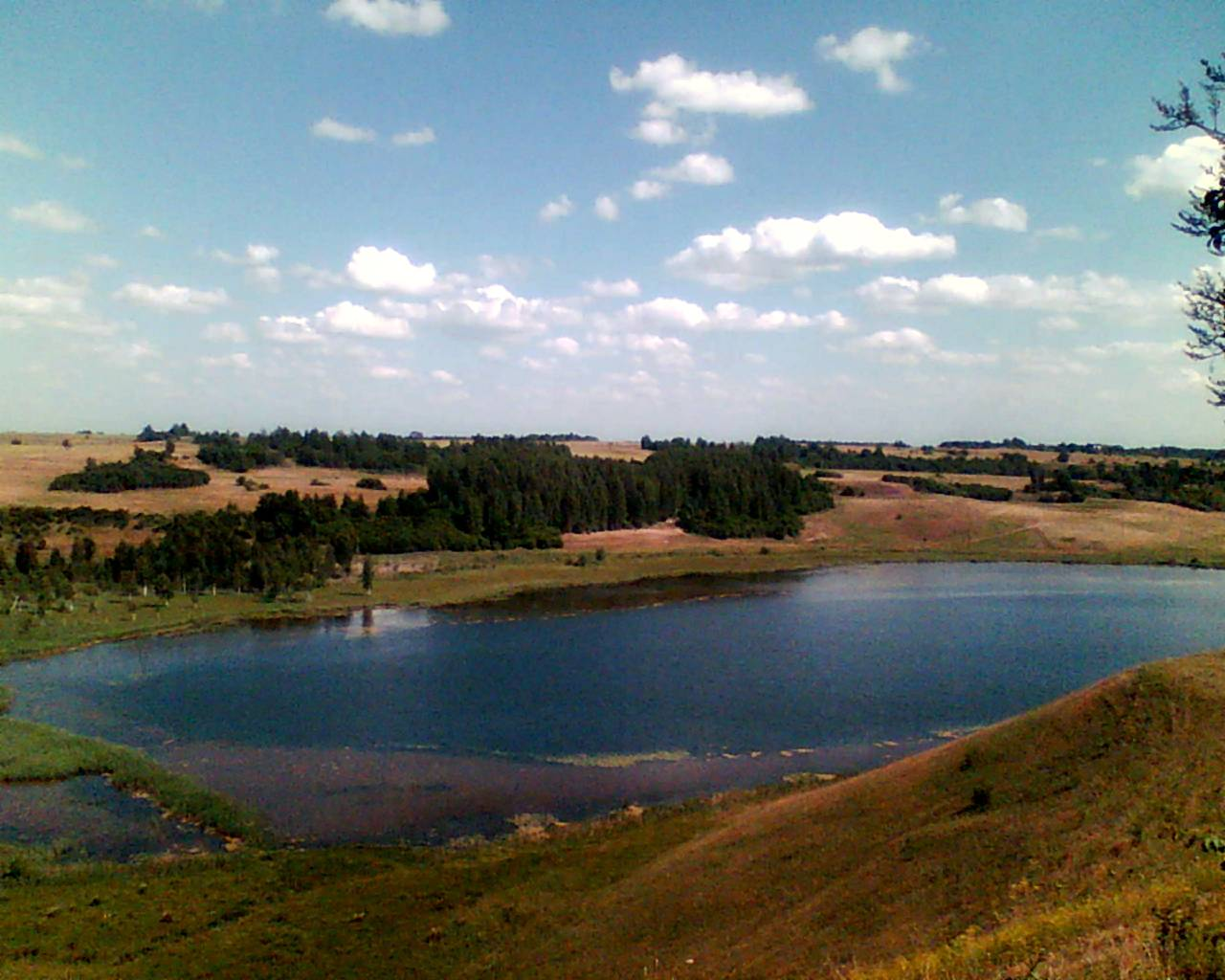
Труворове городище.
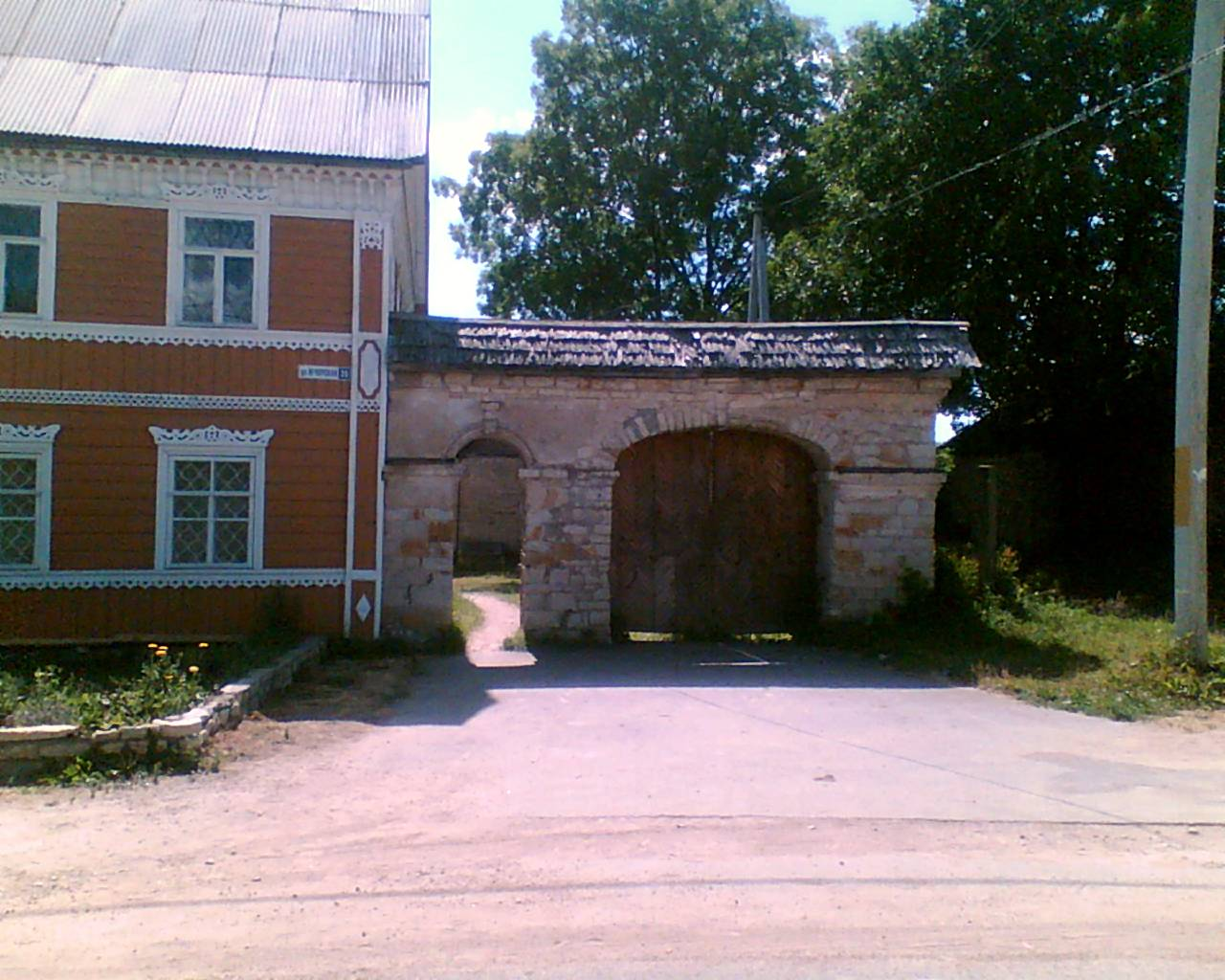
Муровані ворота у Старому Ізборську[2].

### Печори
Місто відоме завдяки Печорському монастирю, з головним храмом у стилі українського бароко, що знаходиться над монастирськими печерами з похованнями місцевих ченців, на зразок печер київської Лаври. Завдяки перебуванню у складі незалежної Естонії в 1919—1940 рр., монастир не зазнав плюндрування з боку більшовиків. Від часів естонської влади в місті залишилася протестантська кірха.

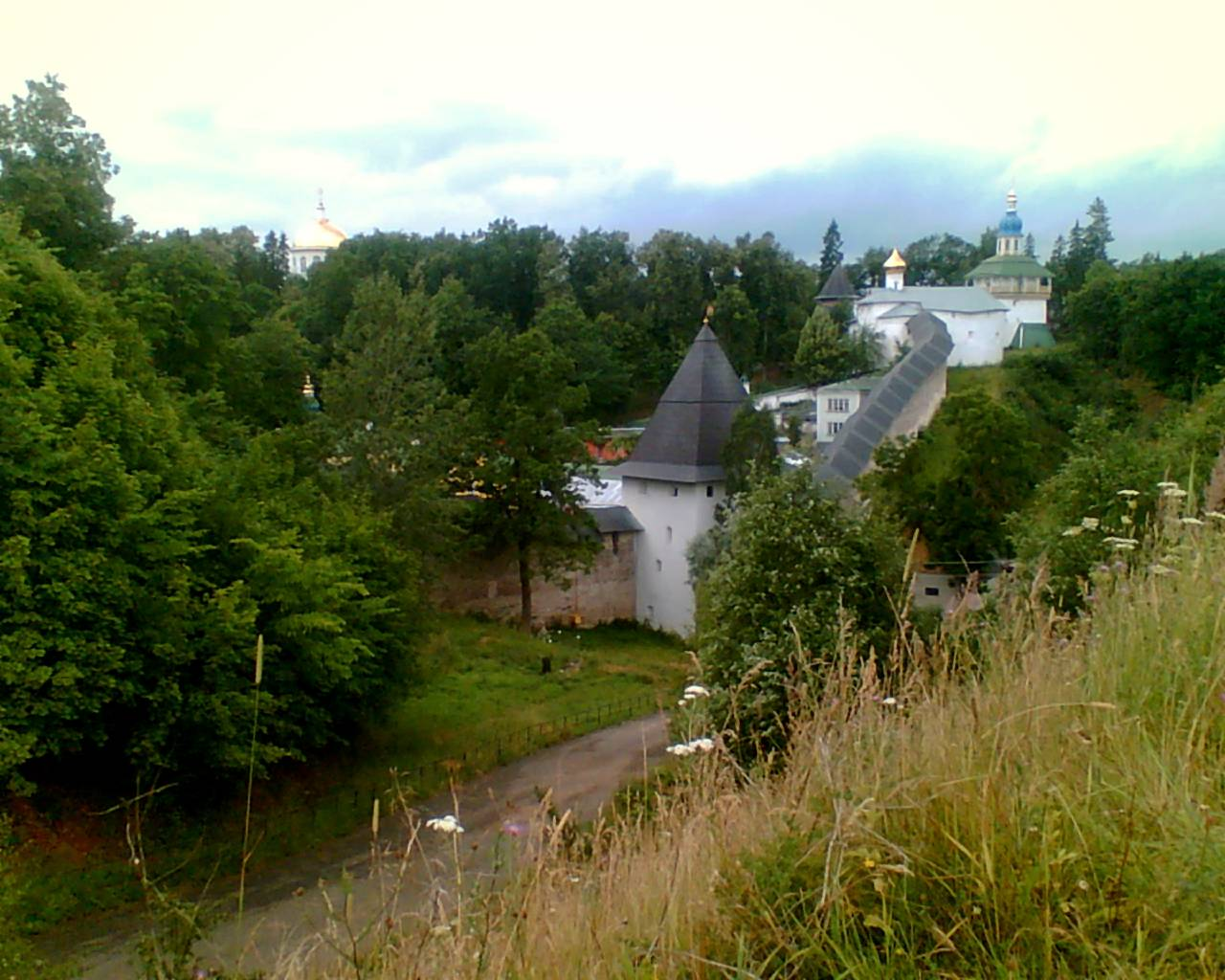
Печорський монастир.
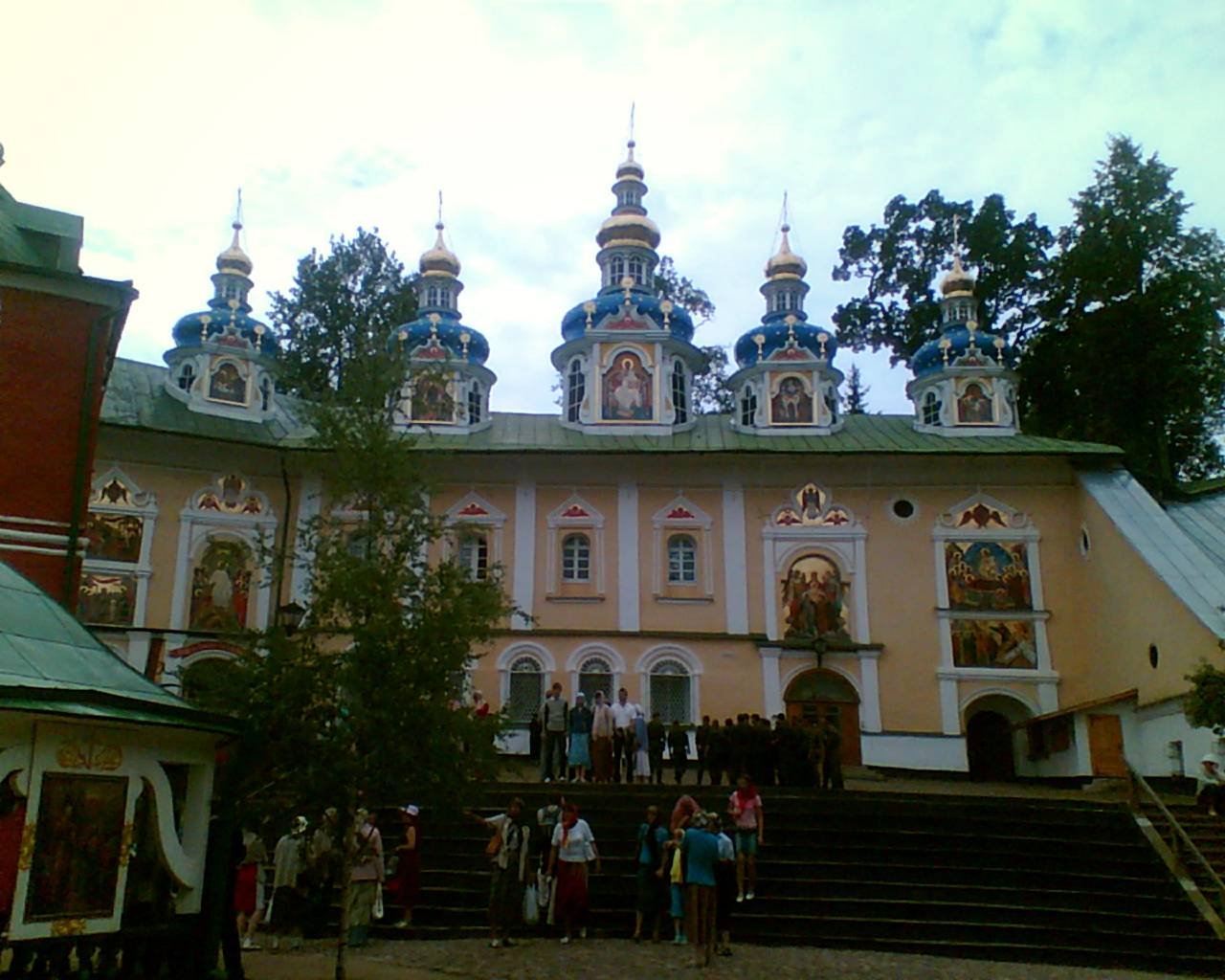
Монастирський храм над входом у печери.
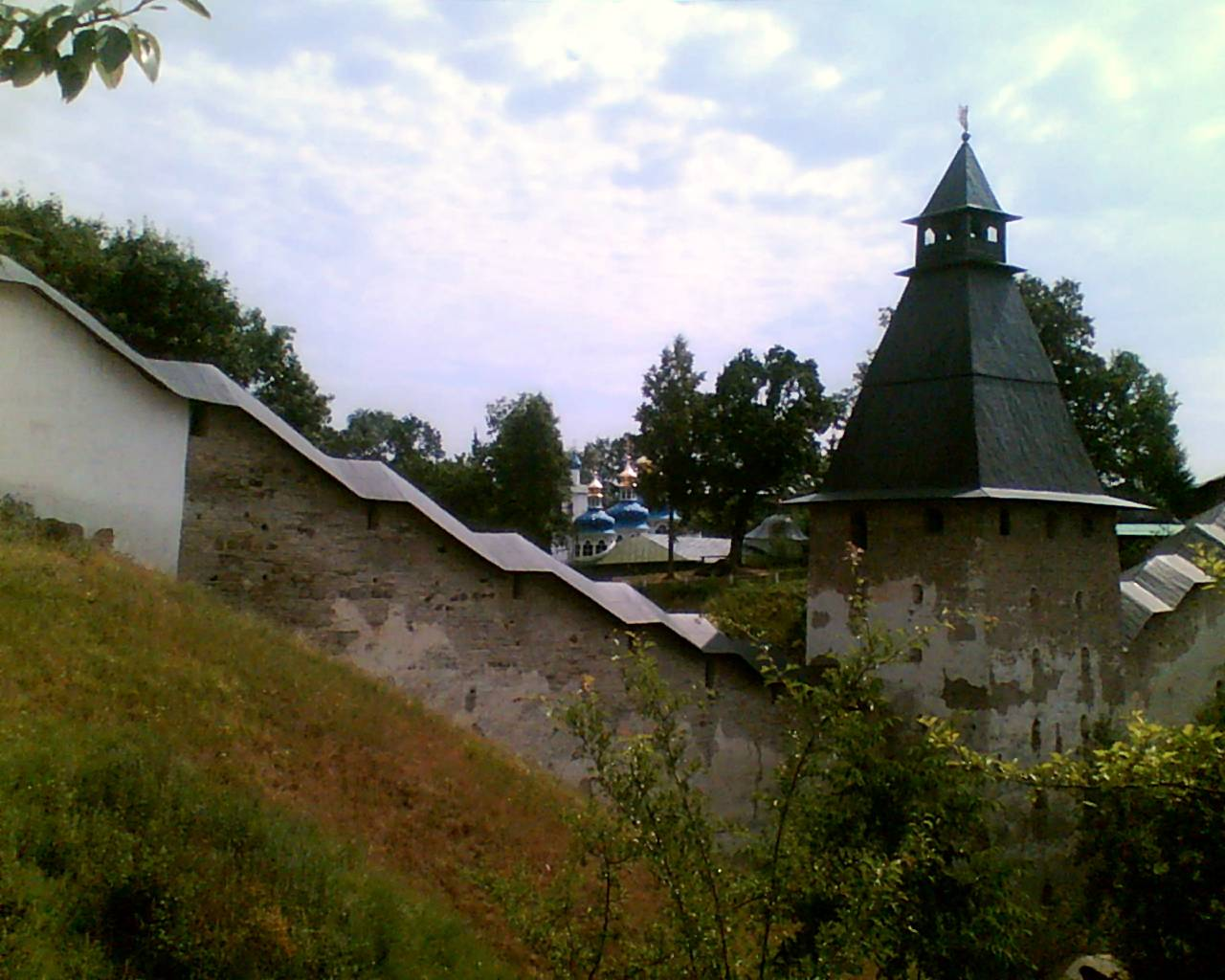
Мури Печорського монастиря.
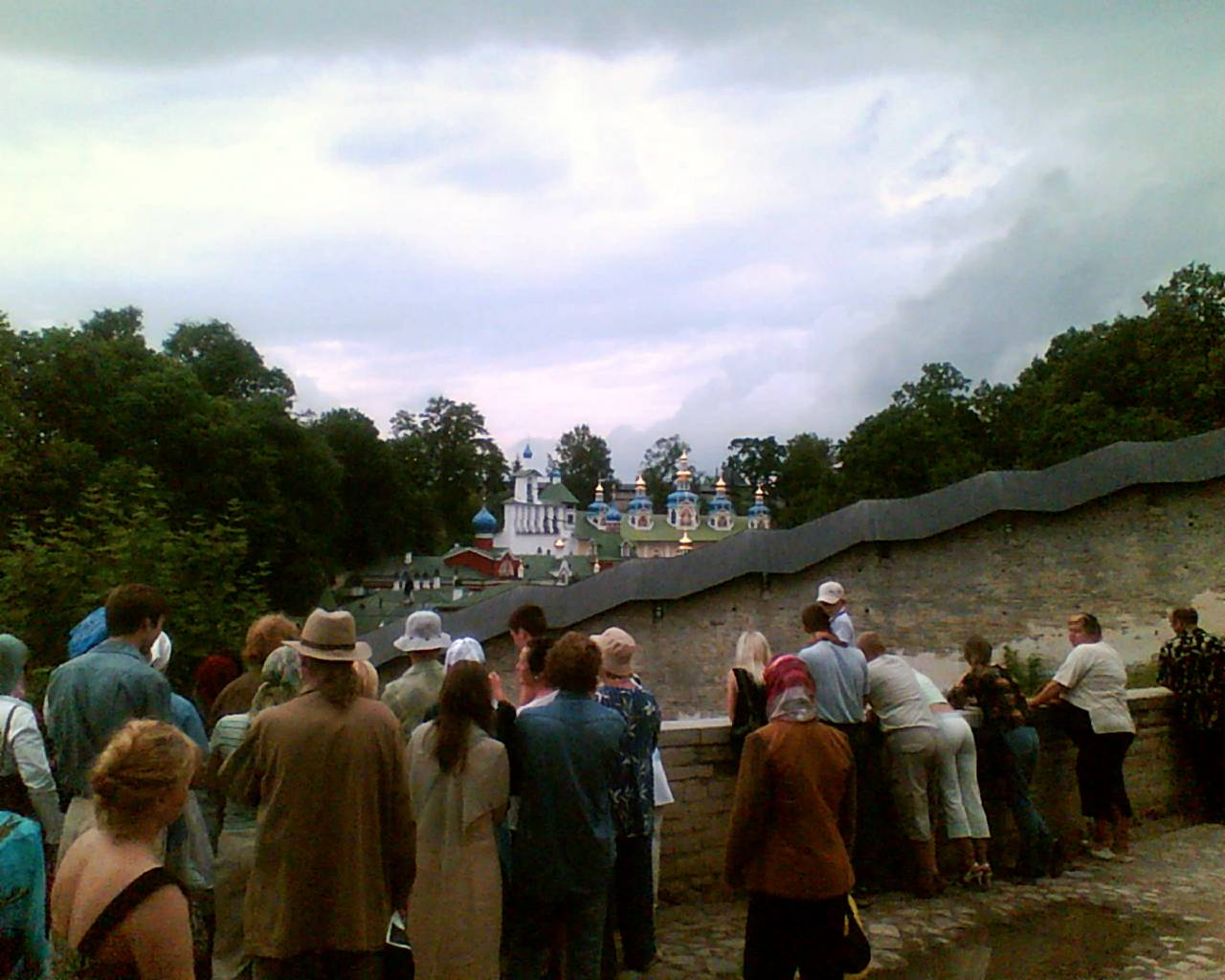
Паломники біля стін Печорського монастиря.
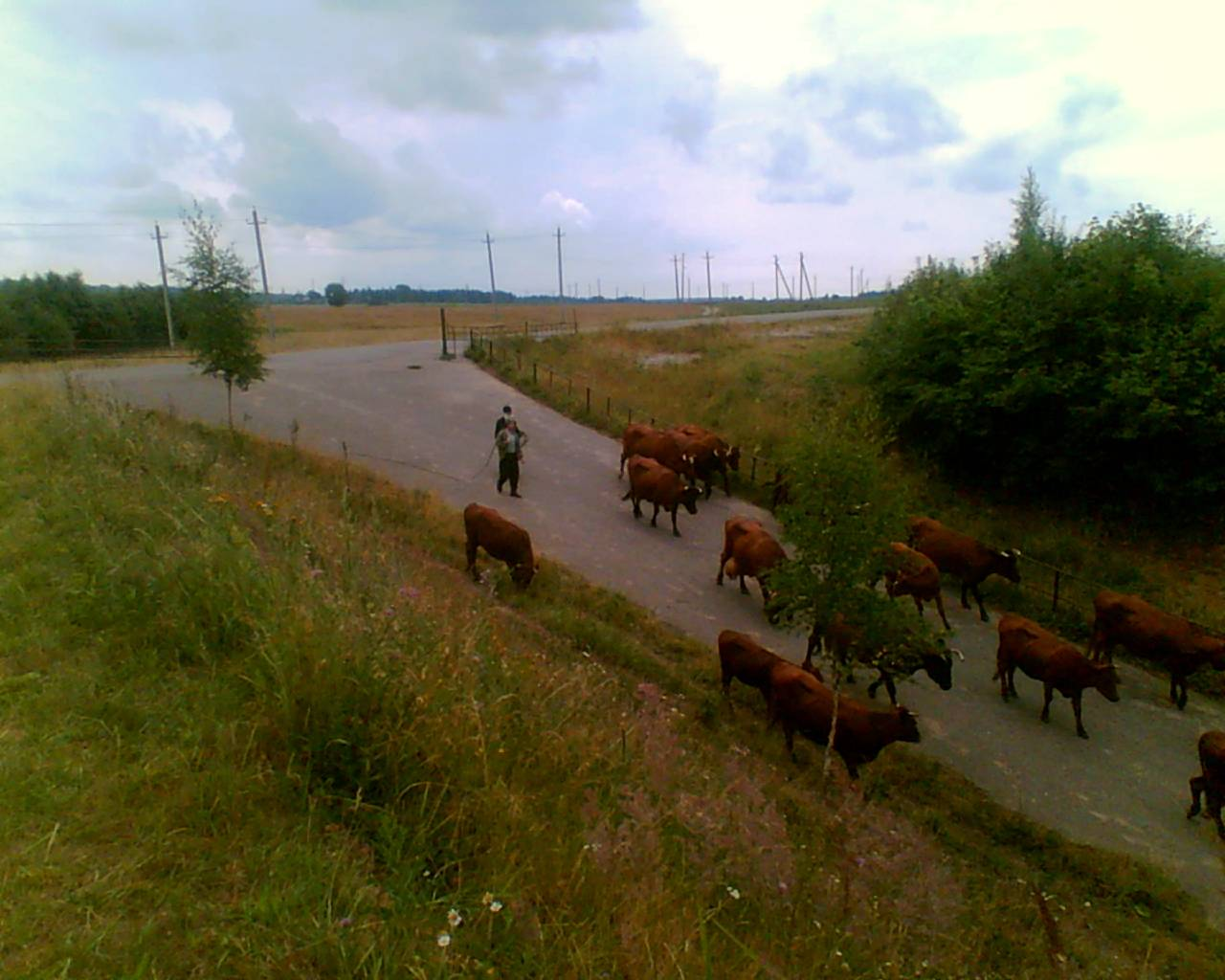
Монастирське стадо.
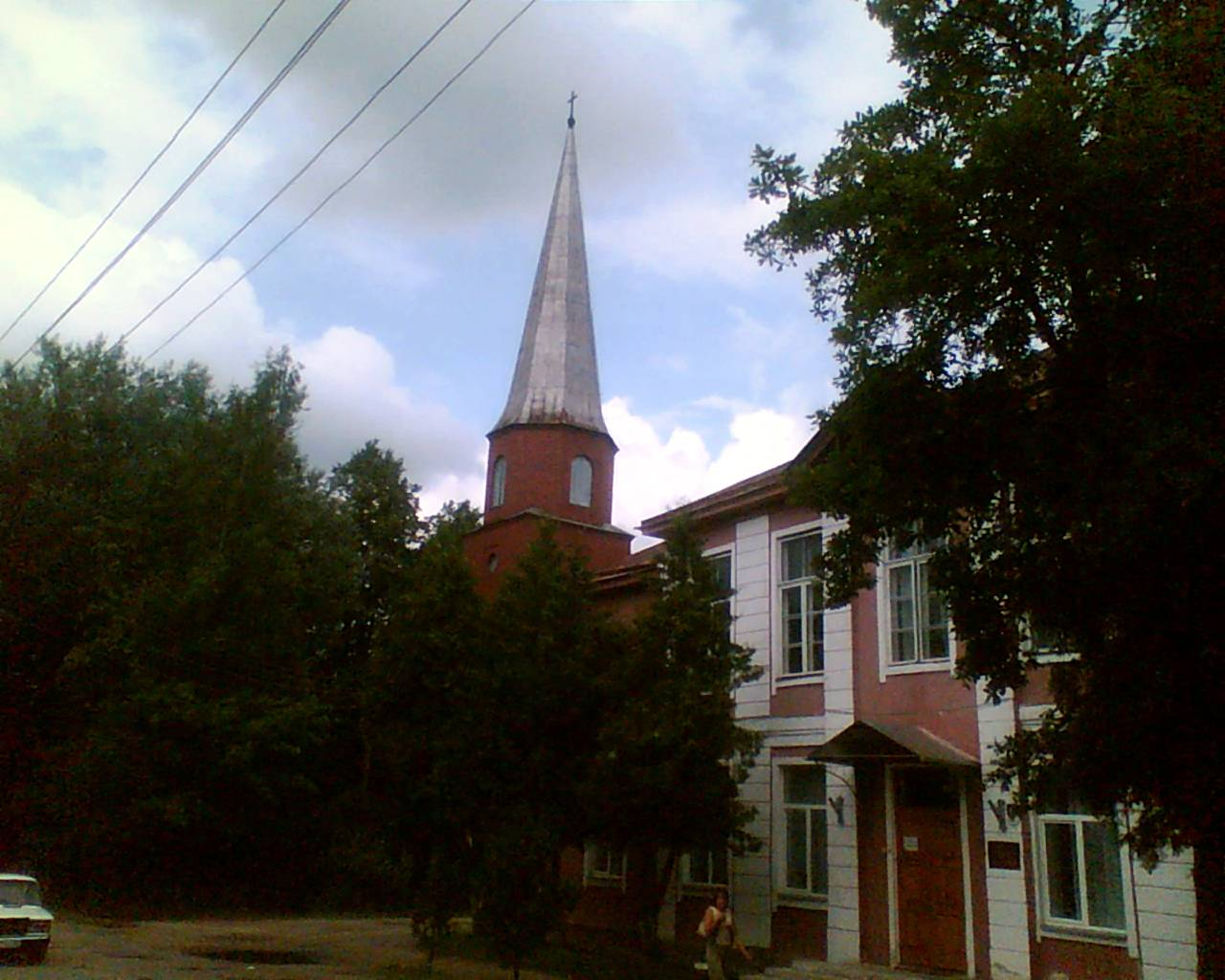
Естонська кірха.